# Surrender (canción de Cheap Trick)
Para la canción de Elvis Presley con mismo nombre véase Surrender.
«Surrender» es una canción del grupo Cheap Trick grabada en 1977, editada por primera vez en el álbum Heaven Tonight (Epic, 1978) y después en el sencillo «Surrender/Auf Wiedersehen» lanzado en junio de 1978, primero del álbum y el primero del grupo que entró en el Hot 100 de Estados Unidos (nº62). En Japón llegó a lo más alto de las listas de éxitos. El tema fue posteriormente grabado en directo para el álbum Cheap Trick at Budokan (Epic, 1978), y su popularidad le convirtió en la canción que cerraría sus conciertos durante los siguientes años e hizo que fuera también incluida en posteriores discos de grandes éxitos de la banda.
La revista Rolling Stone la incluyó entre las 500 mejores canciones de todos los tiempos con el número 467.

## Contenido
Se trata de un himno adolescente cuya letra y música fueron escritas por Rick Nielsen. Describe las relaciones entre un joven de finales de los setenta —de la generación del baby boom— con sus padres, bastante más experimentados y enrollados de lo que pudiera parecer. El joven explica a una chica cómo sus padres ya le han advertido sobre "chicas como ella": su madre sabe de lo que habla, sirvió en el Cuerpo Femenino del Ejército durante la Segunda Guerra Mundial; y ha sorprendido alguna vez a sus padres haciendo el amor en el sofá y oyendo sus discos de Kiss.

## Versiones
Ha sido versionada multitud de veces, por artistas como Green Day (1997), The Romans (1990), Big Drill Car (1991), Thud! (1992), The Vikings (1994), Steel Pole Bath Tub (1995), Beefcake (1999), Down By Law (2000), Psychotic Youth (2000), Warrant (2001), American Hi-Fi (2002, en vivo), Hot Me! (2002), Rocket K (2002), Zebrahead (2003), Tammy Faye Starlight & the Angels of Mercy (2003), Simple Plan (2003, en vivo), Less Than Jake (2003), The Manges (2003), Pale Blue Dot (2003), The Cheats (2004), The Usuals (2004), Velvet Revolver (2004), MxPx (2004) o Paw (2005), que han grabado el tema.
En algún momento han interpretado la canción The Posies, Pegboy, Dead Artist Syndrome, Harem Scarem, Terrorvision, Gluecifer, Chick, Nuno Bettencourt, Pearl Jam o Zan Clan. Marilyn Manson lo hizo en la cadena MTV la Nochevieja de 2000, convirtiéndola en la primera canción emitida por la MTV en el milenio.
En el cine, ha sido parte de la banda sonora de las películas Over the Edge (1979), Pequeños guerreros (1998), Detroit Rock City/Cero en conducta (1999), Papá Canguro (2003, donde además aparecen Robin Zander y Rick Nielsen), Los 4 Fantásticos (2005) o Pixels (2015), Guardianes de la Galaxia vol. 2 (2017) entre otras. En televisión, en series como las estadounidenses South Park, Scrubs, Californication (interpretada por la banda de uno de los personajes), Halfway Home o Sons & Daughters; y en una campaña publicitaria del parque temático Universal Orlando Resort de Orlando (Florida). En videojuegos fue incluido en la lista de temas de Guitar Hero II.
Cheap Trick todavía interpreta este tema, y Rick Nielsen lanza a menudo discos de Kiss a la audiencia en el momento que se menciona dicho grupo en la canción.